# 3363 Bowen
3363 Bowen је астероид главног астероидног појаса чија средња удаљеност од Сунца износи 2,775 астрономских јединица (АЈ).
Апсолутна магнитуда астероида је 12,0.